# Science Mission Directorate
El Science Mission Directorate (SMD), en català: "Direcció de la missió científica" de la NASA col·labora amb la comunitat científica dels Estats Units, patrocina la investigació científica i desenvolupa i implementa satèl·lits i sondes en col·laboració amb els socis de la NASA a tot el món per respondre preguntes fonamentals que requereixen veure des de i cap a l'espai.
El Science Mission Directorate també patrocina la investigació que permet i habilita les activitats d'exploració de la NASA. La cartera SMD està contribuint a l'assoliment de la NASA per la Visió per l'Exploració Espacial a través de:
- Comprendre la història de Mart i la formació del sistema solar. En comprendre la formació de diversos planetes terrestres (amb atmosferes) en el sistema solar, els investigadors aprenen més sobre el futur de la Terra i les oportunitats més prometedores per a l'habitabilitat més enllà del nostre planeta. Per exemple, les diferències en els impactes dels processos de col·lisió a la Terra, la Lluna i Mart poden proporcionar pistes sobre les diferències d'origen i evolució de cadascun d'aquests cossos.
- La recerca de planetes similars a la Terra i ambients habitables al voltant d'altres estrelles. L'SMD persegueix múltiples estratègies d'investigació amb l'objectiu de desenvolupar signatures efectives que es puguin detectar astronòmicament de processos biològics. L'estudi del sistema Terra-Sol pot ajudar els investigadors a identificar les biosignatures atmosfèriques que distingeixen els planetes semblants a la Terra (i potencialment habitables) al voltant d'estrelles properes. La comprensió de l'origen de la vida i l'evolució temporal de l'atmosfera a la Terra poden revelar possibles signatures de vida en planetes extrasolars.
- Explora el sistema solar amb finalitats científiques i dona suport a l'exploració robòtica i humana segura de l'espai. Per exemple, les expulsions d'ejeccions de massa coronal del Sol poden causar conseqüències potencialment letals per als sistemes de vol humà incorrectament protegits, així com per alguns tipus de sistemes robòtics. La recerca de les àrees de focus de recerca científica interdisciplinària de l'SMD ajudarà a predir les condicions potencialment nocives a l'espai i protegir els exploradors robòtics i humans de la NASA.

## Lideratge
Thomas Zurbuchen és l'administrador associat de la direcció de missions científiques a partir del 3 d'octubre de 2016. Els nous administradors associats per a l'SMD inclouen a Edward J. Weiler (1998–2004, 2008–2011), Mary L. Cleave (2004–2007), Alan Stern (2007-2008) i John M. Grunsfeld (2012-2016). Stern va dimitir el 25 de març de 2008, a partir de l'11 d'abril, a causa de desacords amb l'administrador Michael D. Griffin.
- Administrador associat: Thomas Zurbuchen
- Administrador associat adjunt: Geoffery L. Yoder Arxivat 2016-05-22 a Wayback Machine.
- Director de la divisió d'heliofísica: Steven W. Clarke
- Director de la divisió de ciències de la Terra: Michael Freilich Arxivat 2016-08-16 a Wayback Machine.
- Director de la divisió de ciències planetàries: James L. Green[3]
- Director de la divisió d'astrofísica: Paul Hertz Arxivat 2016-09-01 a Wayback Machine.
- Director de la divisió d'integració estratègica i gestió: Dan Woods
- Director de la divisió de gestió de recursos: Craig Tupper Arxivat 2016-05-14 a Wayback Machine.